# معركة غزة (312 ق.م.)
وقعت معركة غزة في 312 ق.م. بين الجيش الغازي لبطليموس الأول سوتر وحليفه سلوقس الأول نيكاتور والجيش المدافع لديميتريوس الأول المقدوني، ابن أنتيغونوس الأول مونوفثالموس. كانت المعركة جزءاً من حرب ملوك الطوائف الثالثة ودارت بالقرب من مدينة غزة.
شن بطليموس غزواً على بلاد الشام من مصر في أواخر عام 312 ق.م.، حيث سار مع 18,000 من المشاة و4,000 فارس على طول الحافة الشمالية لشبه جزيرة سيناء. تلقى ديمتريوس معلومات استخباراتية في الوقت المناسب، واستدعى قواته من أماكنها الشتوية ووضعها في غزة. ويبدو أن مستشاري ديمتريوس قد طلبوا منه تجنب المواجهة العسكرية مع بطليموس وسلوقس، اللذين كانا يتمتعان بخبرة عسكرية أكبر، لكنه تجاهل نصيحتهم؛ لتنتهى المعركة بهزيمة ساحقة لديمتريوس، مما مكن بطليموس وسلوقس لاحقاً من الاستيلاء على الأراضي التي كان يسيطر عليها.

## الجيوش وتوزيعها

### تعداد القوات
وضع ديمتريوس 2,900 من نخبة فرسانه، و1,500 من المشاة الخفيفة، و30 فيل حربي هندي تحت قيادته على الميسرة. فيما وُضعت الكتائب الأنتيغونية المكونة من حوالي 11,000 جندي في القلب، مع 13 فيلاً حربياً في المقدمة ومشاة خفيفة تحمي الخط الرئيسي. وكان هناك 1,500 فارس على ميمنة الجيش الأنتيغوني.
بينما وضع بطليموس وسلوقس معظم الفرسان في الأساس على اليسار، ولكن عندما علما بتحركات ديمتريوس، حشدوا 3,000 من سلاح الفرسان الثقيل إلى الميمنة، تحت قيادتهما الشخصية. كما وضع فيلق مضاد للأفيال مكون من 3,000 من المشاة الخفيفة (حملة الدروع الخفيفة والنشابون ورماة المقاليع) المجهزين بمعدات مضادة للأفيال (مسامير متصلة بسلاسل) أمام سلاح الفرسان، مع أوامر بإلقاء المعدات في طريق الأفيال ثم استهداف راكبي الأفيال. وتمركزت كتيبتهم في القلب، بينما وُضع 1,000 من سلاح الفرسان المتبقين على الميمنة.

### تشكيل المعركة
القوات الأنتيغونية:
- الجناح الأيسر: 2,900 فارس و1,500 من المشاة الخفيفة و30 فيل حربي تحت قيادة ديمتريوس
- القلب: 11,000 من الفيلق المقدوني و13 فيلًا
- الجناح الأيمن: 1,500 فارس

القوات البطلمية:
- الجناح الأيسر: 3,000 فارس، تحت قيادة بطليموس وسلوقس
- القلب: 18,000 من الفيلق المقدوني
- الجناح الأيمن: 1,000 فارس

## المعركة

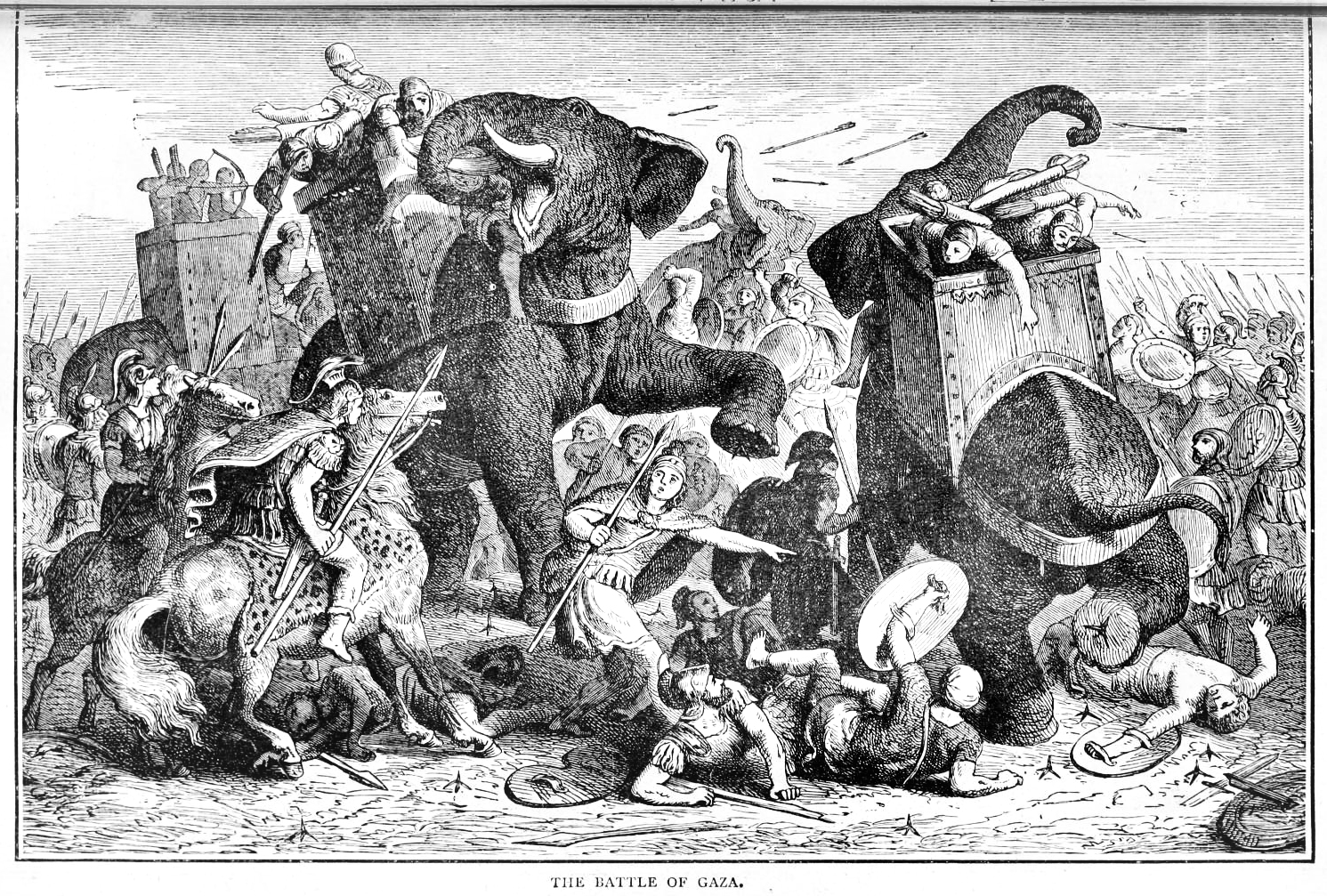
معركة غزة 312 ق.م

بدأت المعركة باشتباك حرس المقدمة لأجنحة الفرسان الأقوى مع بعضهم البعض. طرد ديمتريوس العدو. ورد بطليموس وسلوقس بالالتفاف حول الجناح الأيسر لديمتريوس لمهاجمته. تلا ذلك قتال شديد، حيث تقاتل فرسان الجانبين بسيوفهم بعد أن تحطمت رماحهم. وبينما كانت معركة الفرسان على الجناح دائرة، أحضر ديمتريوس أفياله إلى المقدمة على أمل إضعاف معنويات الكتائب البطلمية على ما يبدو. ومع اقتراب الأفيال، بدأ الرماة ورماة الرماح البطالمة في ضرب الأفيال وطواقمها. أدى هذا، إلى جانب دهس بعض الأفيال على السلاسل المسننة، إلى إصابتها بالذعر. وبعد إسقاط جميع أفراد طواقمها تقريباً، تمكنت قوات المشاة البطلمية الخفيفة من أسر معظم الأفيال وقتلها. أدى خسارة الأفيال إلى ذعر فرسان ديمتريوس وتراجع العديد من رجاله. ثم اشتبك المشاة وكان القتال ضارياً. ومع ذلك، لم تتمكن أي من الكتائب من الحصول على اليد العليا. تراجع ديمتريوس وسلاح الفرسان المتبقين، بعد محاولته منع المزيد منهم من التراجع، لكنهم تمكنوا من البقاء في التشكيل أثناء تراجعهم في السهل المفتوح. أدى هذا إلى تثبيط بطليموس وسلوقس من ملاحقة العدو. بدأت الكتائب البطلمية في صد الكتائب الأنتيغونية، وألقت الكتائب الأنتيغونية أسلحتها وتراجعت في حالة من الفوضى. وحقق بطليموس وسلوقس انتصاراً صعباً.

## التداعيات
خسر ديمتريوس 8,500 رجل (قُتل 500 في المعركة، وأُسر 8,000 آخرين)، بما في ذلك قادة مثل أندرونيكوس من أولينثوس، وجميع أفياله. وانسحب إلى طرابلس في فينيقيا وبدأ في إعادة بناء جيشه. كما أرسل تقريراً إلى والده، الذي أنهى للتو حملته في كاريا، يحثه فيه على إرسال المساعدة.
في هذه الأثناء، أقنع سلوقس بطليموس بإعفاءه من الخدمة ومنحه جيشاً لمحاولة استعادة مقاطعة بابل القديمة التي أصبحت حينها بلا حاكم (مات بيثون في المعركة). وافق بطليموس، وبعث بسلوقس مع قوة صغيرة قوامها حوالي 1,000 جندي.

## في الثقافة الشعبية
تتناول رواية «فيلة وقلاع» لألفريد دوغان عن حياة ديمتريوس، المعركة.
كما تصور الرواية الثالثة «ألعاب الجنازة» في سلسلة طاغية لكريستيان كاميرون، معركة غزة.